# Matthew Richardson
Matthew Richardson, född 17 april 1999 i Storbritannien, är en australisk tävlingscyklist som tävlar i bancykling.

## Karriär
Richardson ingick i det australiska laget som tog guld på lagsprinten vid VM 2022 och silver vid VM 2023. Vid VM 2022 och VM 2023 tog han silver i den individuella sprinten respektive keirin. Vid OS 2024 tog han silver i keirin och i individuell sprint. I lagsprinten tog han brons.